# Minox 8×11
Die Minox 8×11 ist eine Kleinstbildkamera für Kassettenfilm im Filmformat 8 × 11 mm. Sie gilt als die „klassische“ Minox-Kamera und wurde als Agentenkamera bekannt. Bis 2012 wurde sie mit vielfältigen Änderungen und unter verschiedenen Modellnamen beinahe 75 Jahre lang hergestellt.

## Vorkriegsmodell

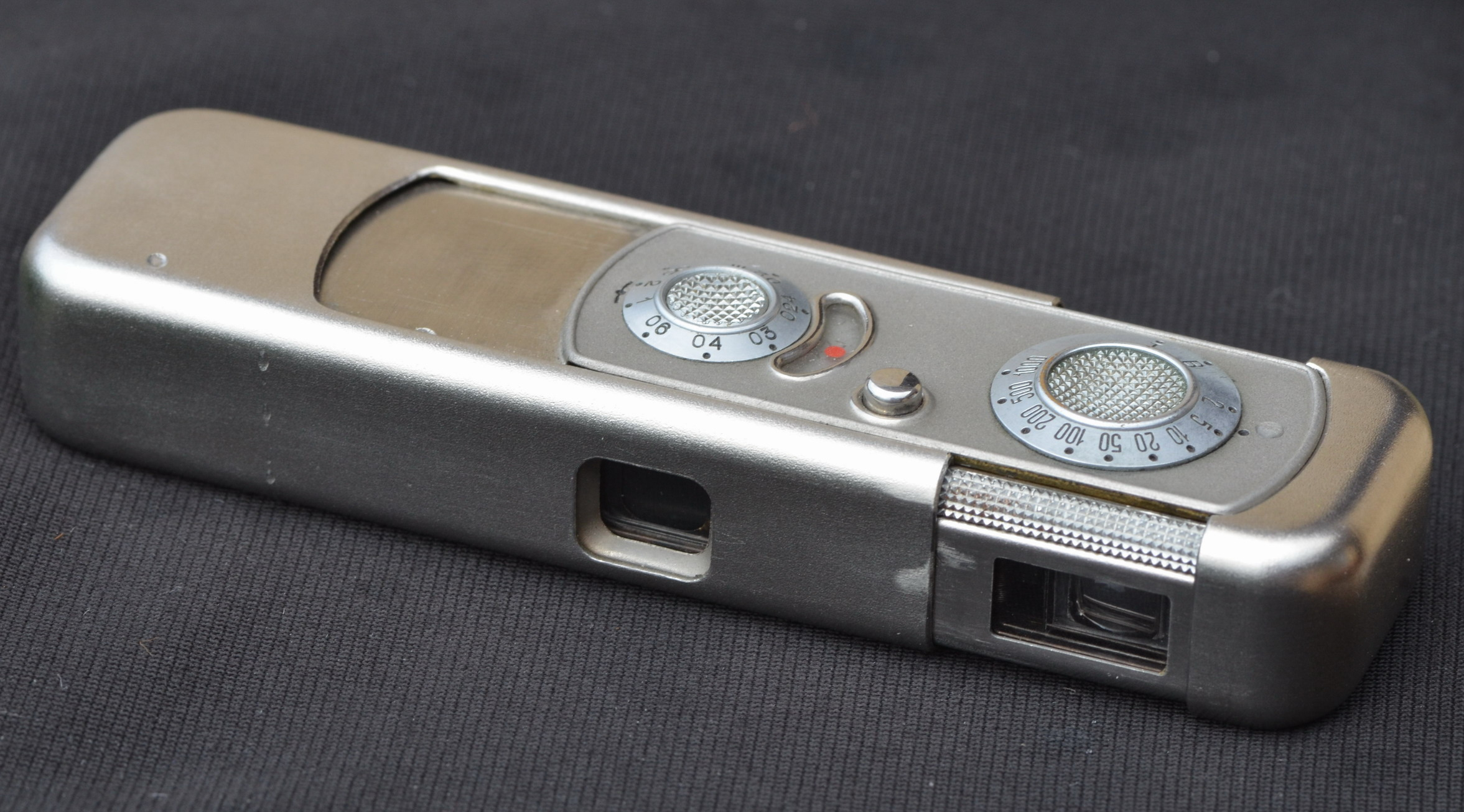
VEF Minox Riga mit Objektiv Minostigmat 1:3,5 F=15

Die Ur-Minox mit dem Filmformat 6,5 × 9 mm wurde 1936 in Reval von dem gelernten Fotografen und Konstrukteur Walter Zapp entwickelt.
Das Folgemodell, die Rigaer Minox war eine Kleinstbildkamera mit dem Filmformat 8 × 11 mm, die in erster Linie aufgrund ihres Rufes als „Spionagekamera“ weltweit bekannt wurde. Zunächst wurde die Kamera ab 1938 von der Rigaer VEF (Valsts elektrotechniskā fabrika) produziert, die in keinem Bezug zur heutigen Minox GmbH steht. Bis zur Einstellung der Fertigung in 1943 wurden in Riga 17.500 Kameras dieses Typs gefertigt. Die Rigaer Minox wurde von VEF in verschiedenen Ländern weltweit patentiert oder zum Patent angemeldet.
Die erste Ausführung der Kamera unterschied sich von den späteren Modellen durch zahlreiche Details: Objektiv, Verschluss und Sucher waren von einfacher Konstruktion, das Gehäuse wurde aus rostfreiem Stahl hergestellt und wog etwa das Doppelte der heutigen Leichtmetallgehäuse. Dennoch ist die Rigaer Minox eine Kamera, die aufgrund ihres seinerzeit innovativen Konzepts, ihrer Form, Größe und Zuverlässigkeit heute ein begehrtes Sammlerobjekt ist.

## Nachkriegsmodelle

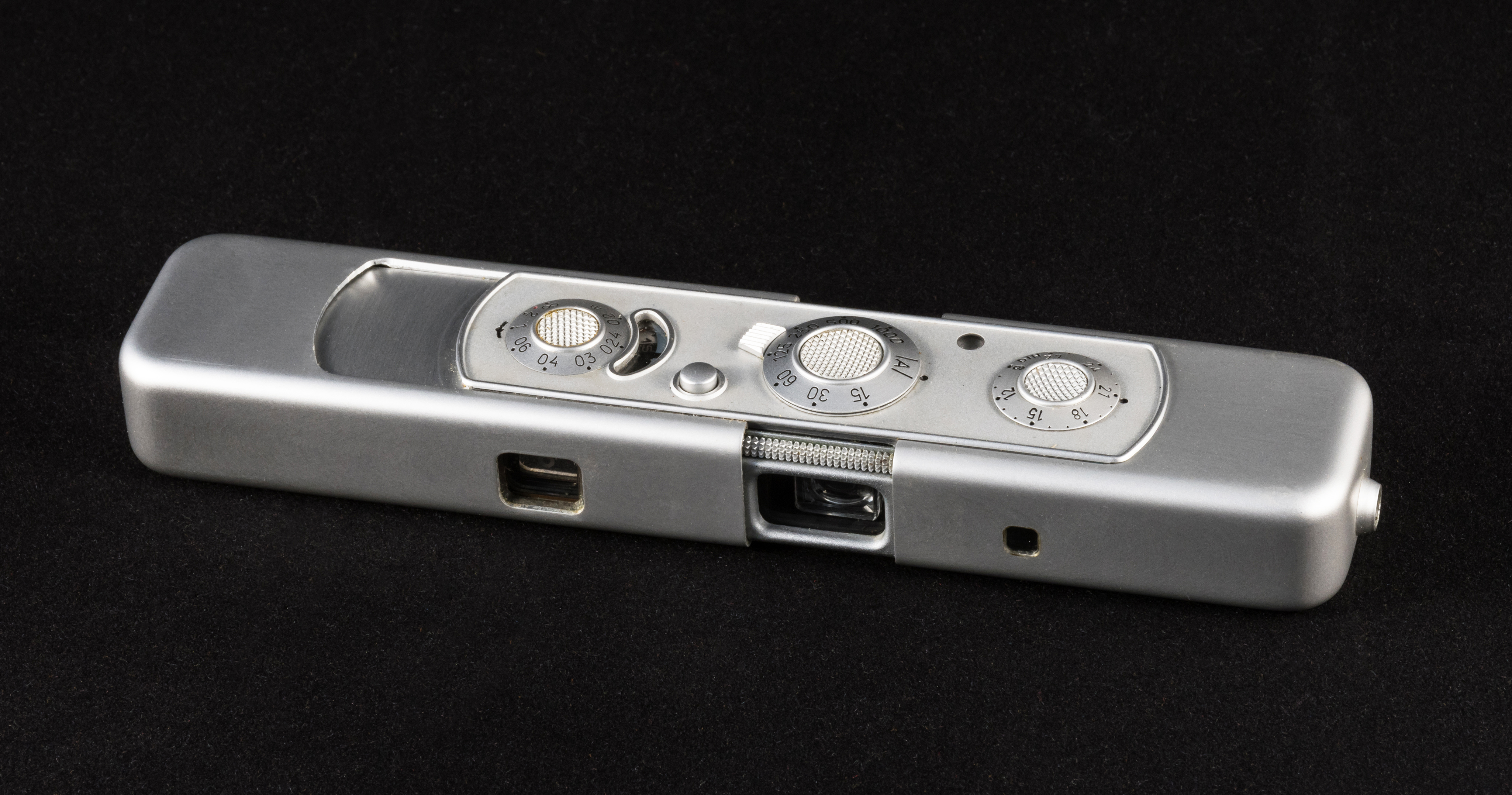
Minox C

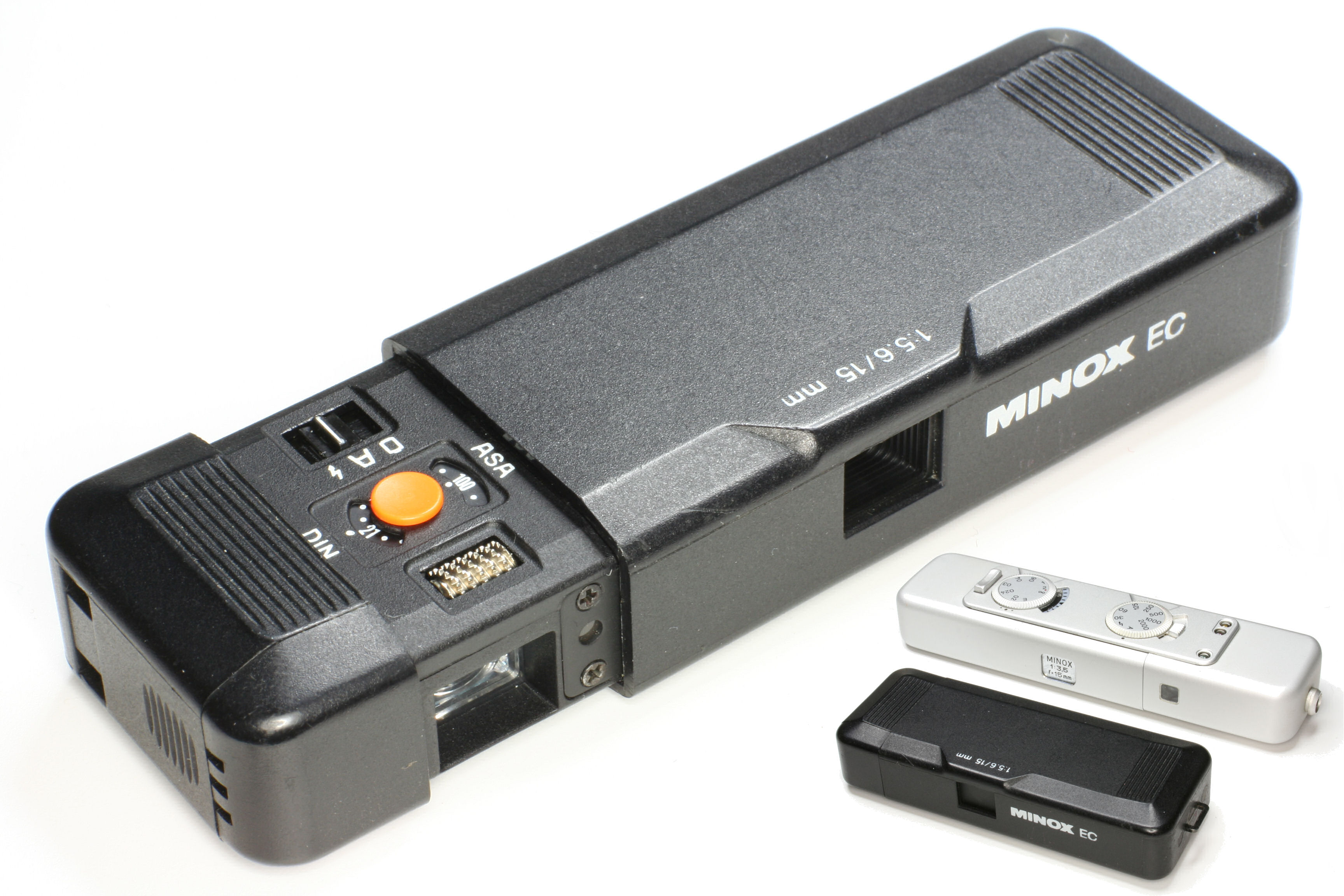
Minox EC, Größenvergleich mit der Minox LX

Nach dem Zweiten Weltkrieg gründete Walter Zapp 1945 in Wetzlar mit seinem Geschäftspartner Richard Jürgens die Minox GmbH. Die Minox wurde vollständig neu konstruiert: Das einfache Objektiv des Ursprungsmodells wurde durch ein damals hochmodernes, vierlinsiges Objektiv mit einer Schärfeleistung ersetzt, die bis heute durch das für die Kamera zur Verfügung stehende Filmmaterial nicht vollständig ausgenutzt werden kann. Der bisherige Verschluss wich einem sehr viel weicher und geräuschärmer arbeitenden Lamellenverschluss, der ursprünglich einfache Durchsichtsucher wurde durch einen Leuchtrahmensucher mit automatischem Parallaxenausgleich ersetzt. Sie wurde im Rahmen der Modellpflege im Jahr 1954 mit einem Synchronkontakt für Blitzlicht ausgerüstet. 1958 folgte die Minox B mit gekuppeltem Selenzellen-Belichtungsmesser. Wegen dieser neuen Bezeichnung der Kamera bürgerte sich für das Vorgängermodell nachträglich die Bezeichnung Minox A ein.
Im Jahre 1969 wurde als neues Spitzenmodell die Minox C auf den Markt gebracht, eine der ersten Kameras mit elektronischer Belichtungsautomatik. 1972 erschien das Nachfolgemodell der Minox B, die Minox BL, ausgerüstet mit einem CdS-Nachführbelichtungsmesser.
Als Nachfolger der Minox C wurde ab 1978 die Minox LX produziert. In technisch kaum veränderter Form ist diese Kamera noch als Minox TLX (mit titaneloxiertem Aluminiumgehäuse) bzw. als Sondermodell Minox CLX (mit verchromtem Messinggehäuse und guillochierter Oberfläche) im Handel erhältlich (Stand Januar 2013), wird aber seit dem 1. April 2012 nicht mehr produziert.
Die im Frühjahr 1981 erschienene Minox EC ist eine – im Vergleich zur LX – noch kleinere Variante der Minox 8×11-mm-Kameras (zusammengeschoben/ausgezogen 80/95 × 15 × 30 mm). Durch ihr Kunststoffgehäuse wiegt sie mit 58 g zudem 30 g weniger als die LX – es handelt sich um den gleichen Kunststoff wie bei der Minox 35, Makrolon. Ihr niedrigerer Preis kam durch einfachere Technik zustande.
Später produzierte Minox mehrere 8×11-Modelle (ECX, CLX und TLX), die mit Zeitautomatik, vierlinsigen Minox- bzw. Minar-Objektiven und elektronisch gesteuertem Zentralverschluss ausgerüstet sind. Ein noch kleineres Modell (Minox MX) war mit einfacherer Technik (dreilinsiges Objektiv, feste Belichtungszeit und Filmtransportrad) ausgestattet.
Seit dem 1. April 2012 werden keine 8×11-Kameras mehr produziert. Neben anderen Produkten bietet der Hersteller unter der Bezeichnung „Minox DSC Digitale Spionagekamera“ nur noch eine Digitalkamera an, die in Größe und Design an die 8×11-Kameras erinnert.

## Filmformat

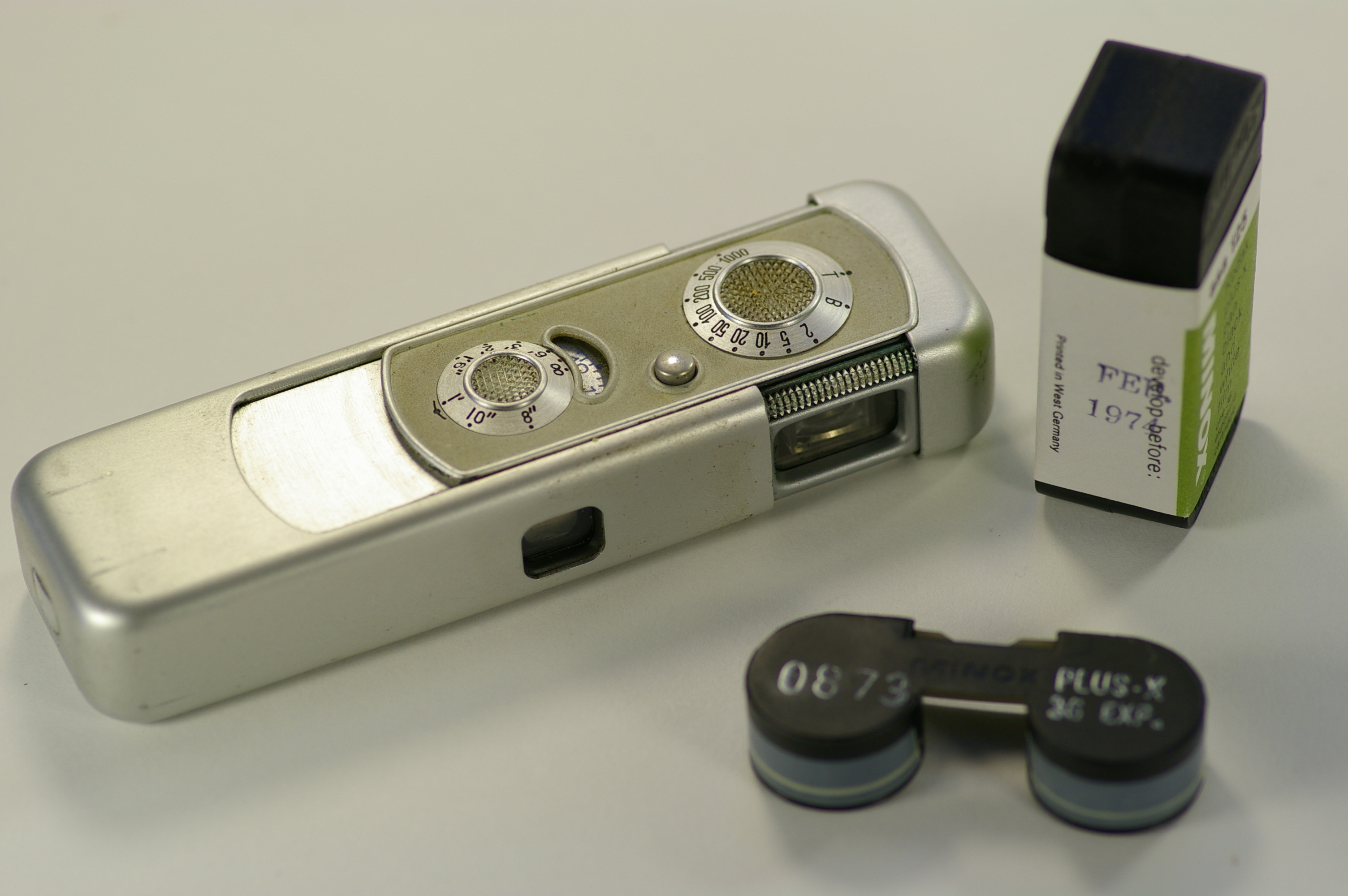
Minox A mit Film

Den für die 8×11-Fotografie benötigten MINOX-Film gab es im Laufe der Jahrzehnte in den verschiedensten Ausführungen für die Farb-, Dia- und Schwarzweißfotografie. Bis Anfang der 1970er Jahre gab es Filme mit 50 Aufnahmen, später nur noch mit 36, 15 (sogenannte Wochenend-Filme) und aktuell auch mit 30 Aufnahmen (MINOCOLOR 100 pro). Des Weiteren werden auf private Initiative seit 2001 verschiedene moderne Schwarzweißfilme wie beispielsweise Mikrofilme in Verbindung mit Spezialentwicklern von SPUR für die Hochauflösungsfotografie mit der MINOX angeboten.
Der MINOX-Film wurde in kleinen Tageslicht-Doppelkassetten geliefert (vom Aufbau her ähnlich dem 110er Pocket-Film – allerdings ohne Papier-Allonge), nach dem Fotografieren darin von einer Seite auf die andere gespult und schließlich wieder der Kamera entnommen. Der Film musste also nicht eingefädelt oder zurückgespult werden – dadurch war ein extrem schneller Filmwechsel möglich sowie eine Teilbelichtung und ein späteres Weiterverwenden des einmal eingelegten Filmes. Die Kassette bestand aus technischen Gründen noch bis Mitte des Jahres 1967 aus Metall, dann aus Kunststoff. Das Farbmaterial lieferte vor allem Agfa, später auch Fuji, das Schwarzweißmaterial anfänglich Adox, später ebenfalls Agfa. Für Geheimdienste erleichterte das handliche Format der Kassetten den Schmuggel der Filmkassetten. Oft wurden die Kassetten am Steg zerbrochen und nur die Spule mit dem belichteten Film transportiert. Das MfS entwickelte für diese Zwecke spezielle Transportbehältnisse, bei denen ein unbefugter Zugriff zur Zerstörung des Films führte.

## Zubehör

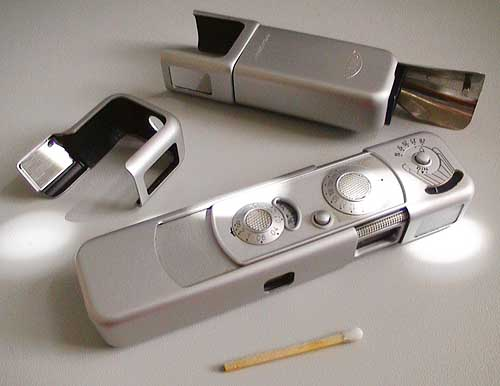
Minox B mit Blitz und Winkelsucher

Ein Sortiment an Zubehör – vom kompakten Hand-Belichtungsmesser über ein Dreibeinstativ bis hin zur Heimlabor-Ausstattung – erweiterte von Anfang an die Einsatzmöglichkeiten der MINOX-Kleinstbildkamera. Beispiele sind eine spezielle Negativlupe, später der Feldstecheransatz für die Tele- oder Mikrofotografie am Fernglas oder Mikroskop, ein Reprostativ für die fotografische Reproduktion und die platzsparende Archivierung von Dokumenten, oder der Sucherspiegel zum unbemerkten „Um-die-Ecke-Fotografieren“.
Das vielfältige und sich im Laufe der Zeit in vielen Variationen ständig verändernde Zubehör für die Fotografie, Verarbeitung und Archivierung machte MINOX 8×11 zu einem für Sammler interessanten System. Auch für die Verarbeitung von Filmen im Heimlabor oder auf Reisen (besonders interessant für geheimdienstliche Aktivitäten) stellte Minox umfangreiches Zubehör zur Verfügung. Dazu gehört eine spezielle Tageslicht-Entwicklungsdose ebenso wie verschiedene Modelle eines speziell auf das kleine Negativformat abgestimmten Minox-Vergrößerers – zu Zeiten der MINOX Riga noch „Großkopierer“ genannt. Weiterhin hatte Minox auch diverse Diaprojektoren und Zubehör wie die Dia-Filmstanze im Angebot.